# Escamots Autònoms d'Alliberament
Escamots Autònoms d'Alliberament (Comandos Autónomos de Liberación en castellano) es un grupo terrorista que aboga por la independencia y el socialismo en los Países Catalanes. 
Aparece a principios de 1994 poco después de la autodisolución de Terra Lliure-III Assemblea y poco antes de la también autodisolución de Terra Lliure-IV Assemblea, por lo que en medios policiales se baraja la posibilidad que fueran un reducido núcleo terrorista disconforme con la decisión de ambas organizaciones terroristas de abandonar el terrorismo. Sus principios se expresan en un libro en el que incitan a la población civil a cometer atentados terroristas, además de ser un manual para la fabricación de artefactos explosivos. Sus atentados no han causado víctimas.
- Datos: Q3331735